# 경찰 야구단 야구장
경찰 야구단 야구장은 경기도 고양시 덕양구 내유동 서울특별시경찰청 경찰수련장 내에 위치한 야구장이다. 2006년부터 2019년까지 경찰 야구단의 홈 구장으로 사용되었다.

## 시설
주경기장에 조명 시설이 설치되어 있지 않아 야간경기 및 야간훈련이 불가능하다. 내야 1루 측 관중석에서 경기 관람이 가능하며 수동 점수판이 설치되어 있다.
축구 골대도 있어 축구도 할 수 있다.

## 이모저모
중앙 펜스의 거리가 105m, 좌우 펜스의 거리가 91m로 KBO 리그와 KBO 퓨처스리그를 포함한 전 구장 중 가장 펜스 길이가 짧은 구장이다.